# Llanto sobre Cristo muerto (San Pablo de la Moraleja)

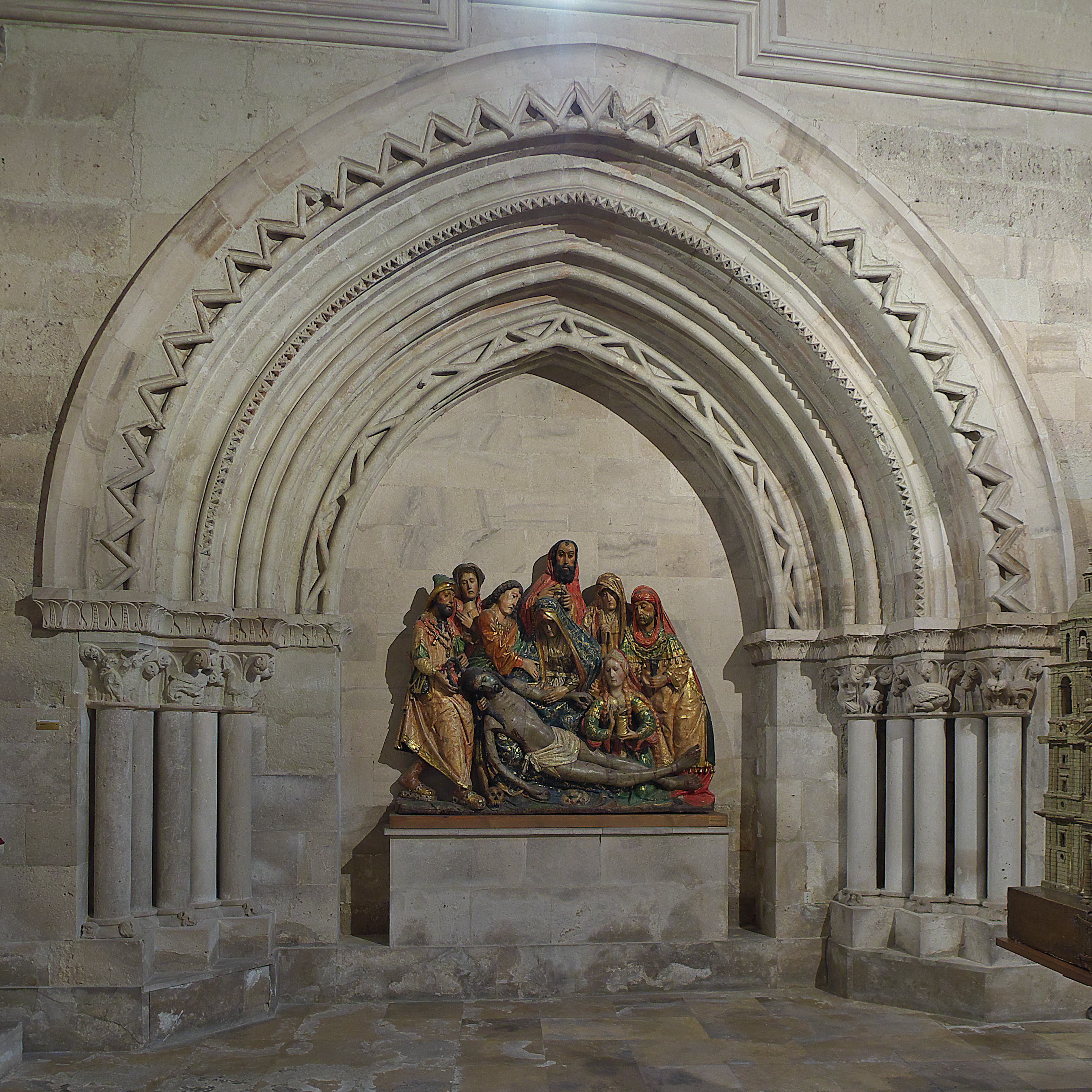
Llanto sobre Cristo muerto, bajo las arquivoltas de la puerta cisterciense de la antigua Colegiata de Santa María la Mayor (Valladolid)

Llanto sobre Cristo muerto es un grupo escultórico —de hacia 1500— de estilo plateresco procedente de lo que fue la iglesia parroquial del monasterio de San Pablo de la Moraleja en la provincia de Valladolid, España, conocida bajo la advocación de «La Conversión de San Pablo». Su autor es anónimo aunque se le reconoce con el nombre de Maestro de San Pablo de la Moraleja. Está hecho en madera policromada y mide 159x187 cm. Se custodia en el Museo Diocesano y Catedralicio de Valladolid en el llamado «rincón del claustro», bajo las arquivoltas de la puerta cisterciense de la antigua colegiata.
Estuvo expuesto en Las Edades del Hombre de Valladolid El arte en la Iglesia de Castilla y León, 1988 con el título Llanto sobre Cristo muerto, número 80 del catálogo.

## Historia y descripción

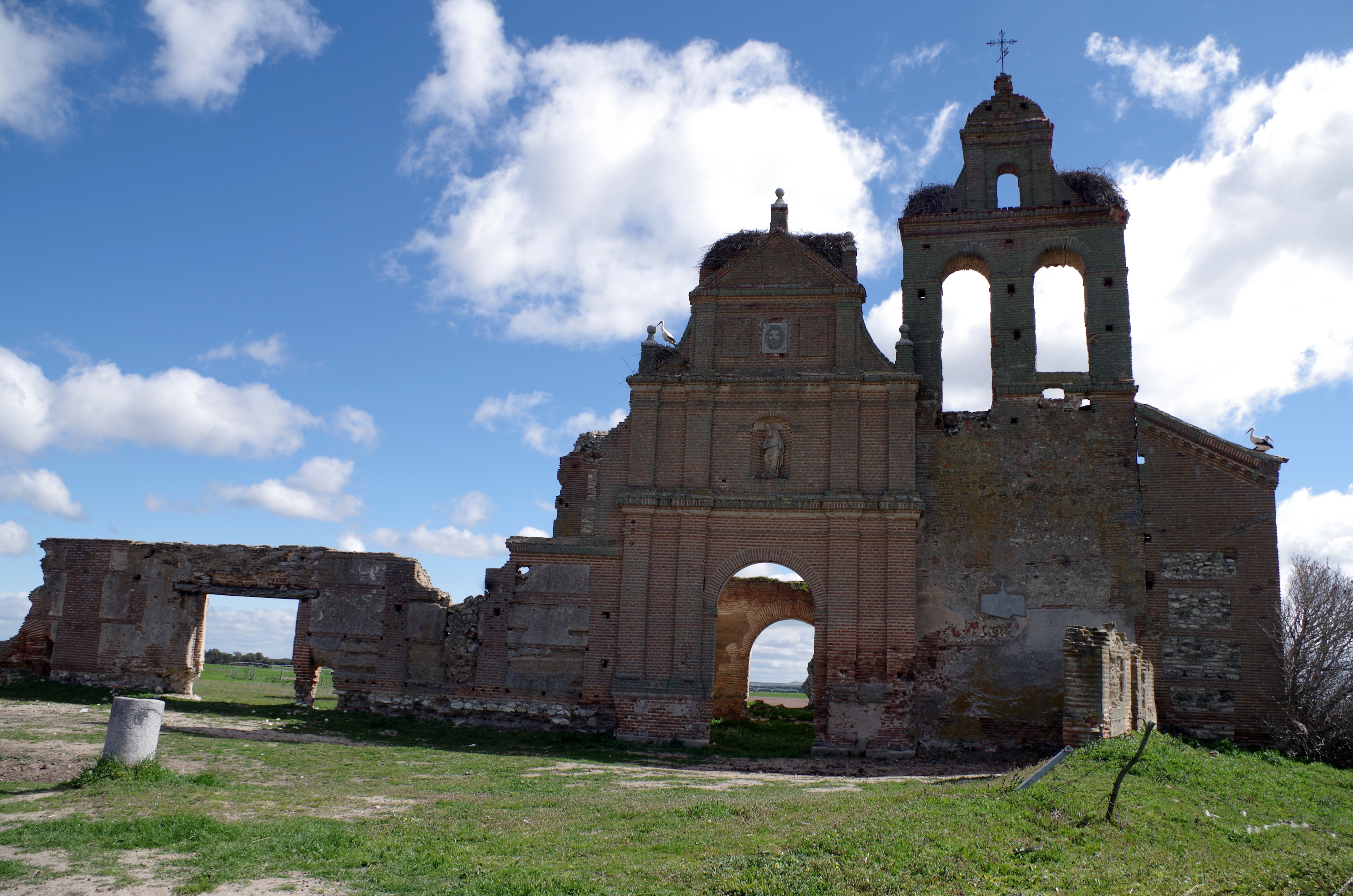
Iglesia del monasterio completamente en ruinas

El pueblo de San Pablo de la Moraleja se fue formando al amparo del monasterio de frailes carmelitas que llevaba ese mismo nombre. En los tiempos de la desamortización fueron subastados todos sus bienes en cerca de 60 000 reales y a partir de ese momento comenzó su deterioro; solo quedan en pie unos paredones de la iglesia y la espadaña. Los bienes muebles se desperdigaron en su mayoría, o simplemente desaparecieron. Este grupo escultórico del «Llanto» junto con el grupo llamado Cristo y los dos ladrones formaba parte de un retablo. Mientras la iglesia estuvo activa como parroquia los bienes muebles que aun quedaban se mantuvieron pero empezó a envejecer y deteriorarse y el abandono fue total; fue así como el grupo escultórico volvió a viajar, esta vez hacia el museo Catedralicio de Valladolid.
El grupo tiene una estructura compacta. Todos los integrantes están distribuidos alrededor del personaje principal que es la figura del cristo muerto, desfallecido a los pies de María, su madre. María está situada en el centro, sentada, con expresión de dolor y tristeza. A su lado está San Juan que trata de consolarla. En la esquina izquierda José de Arimatea está representado con barba y tiene en sus manos la corona de espinas que acaba de retirar de la cabeza de Cristo.

Entre José y San Juan se destaca una de las Marías (Salomé o Cleofás) con la mano abierta sobre el pecho en señal de dolor. Al otro lado está la segunda María con las manos cruzadas y junto a ella Nicodemo que aprieta en su mano izquierda los tres clavos de la cruz. Arrodillada y a la altura de las piernas del cristo está María Magdalena, con el pomo del ungüento perfumado en su mano. Todos llevan ricos ropajes a la moda de la época; incluso José de Arimatea y Nicodemo llevan lujosos collares de acuerdo con su condición social.
En el centro del conjunto sobresale un personaje barbado que parece ajeno a la escena y mira al espectador. Se ha querido ver una representación de San Pablo en actitud de predicación o como narrador de estos acontecimientos, teniendo en cuenta el nombre del monasterio y del pueblo de donde procede el grupo escultórico.

Grupo escultórico
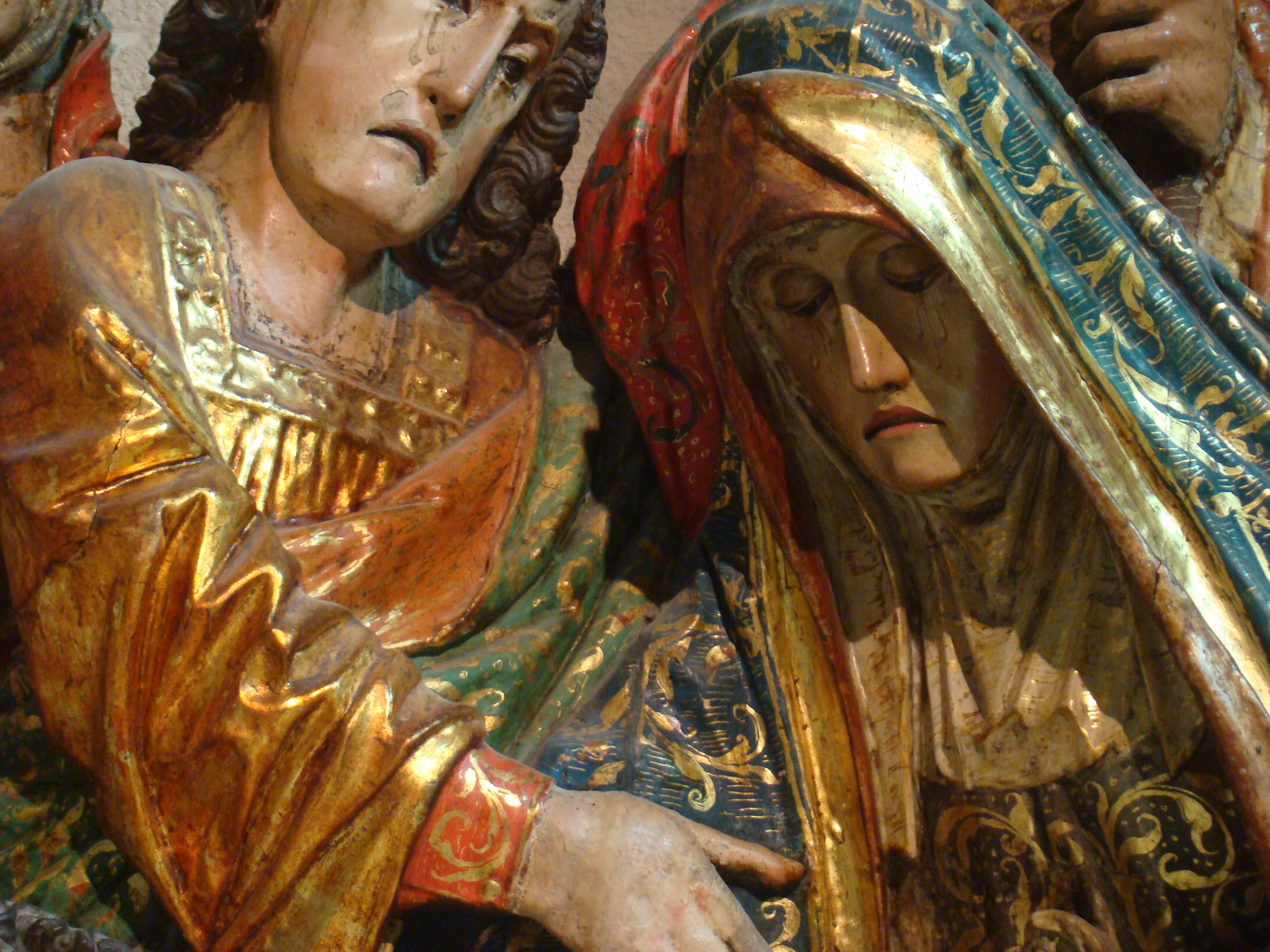
Detalle, San Juan y María
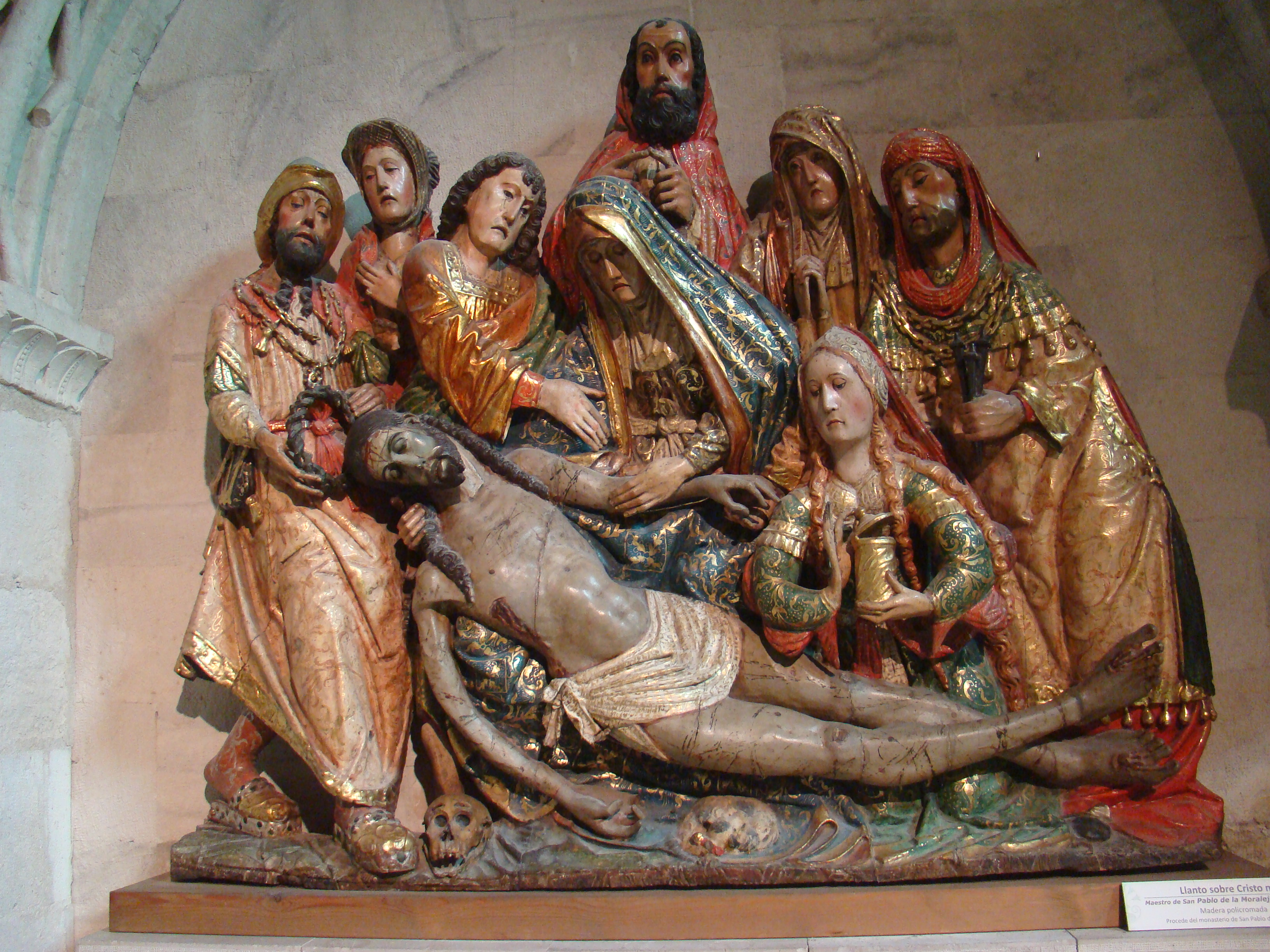
Llanto sobre Cristo muerto
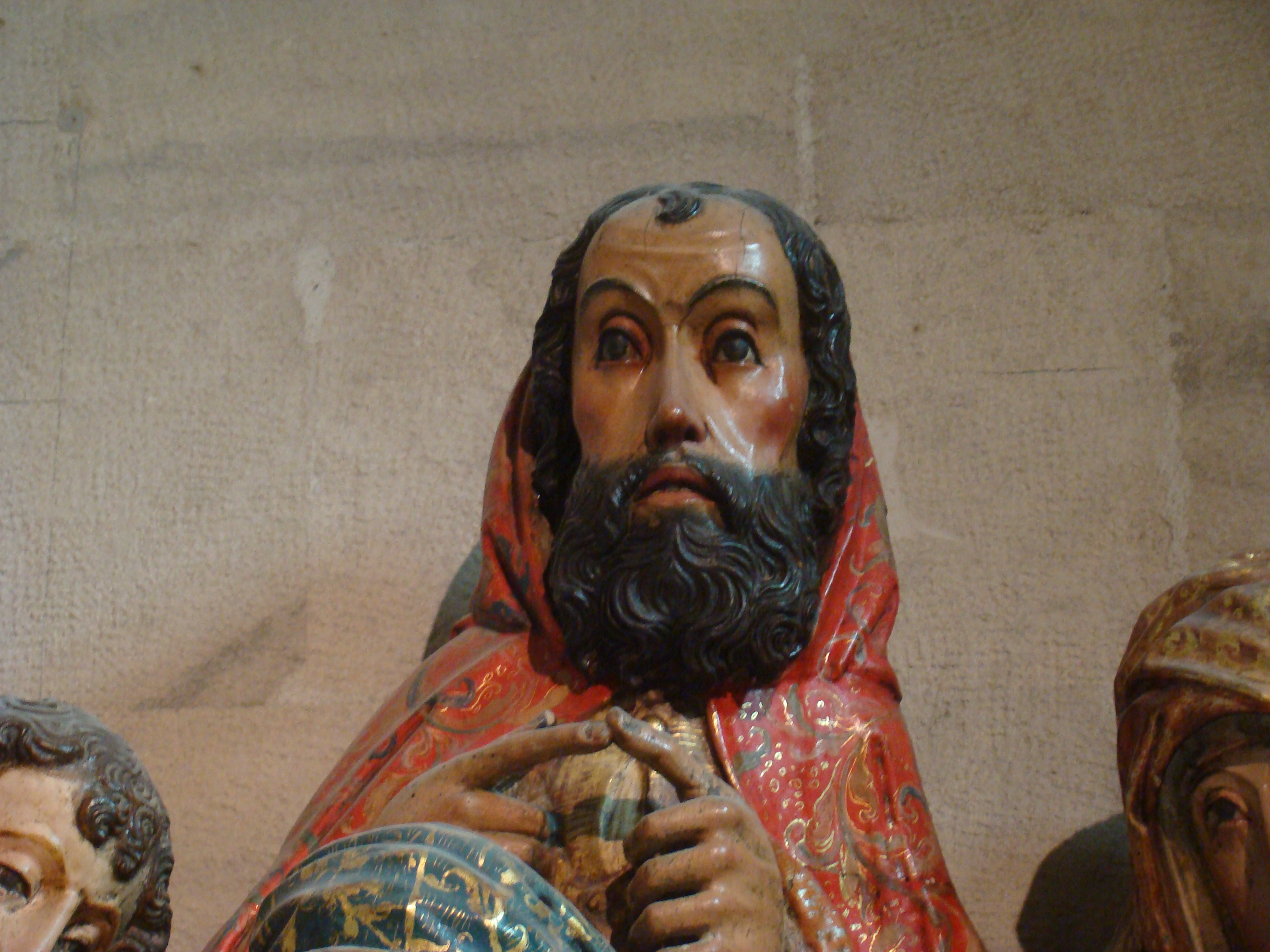
Detalle, figura de San Pablo